# Leesvenster

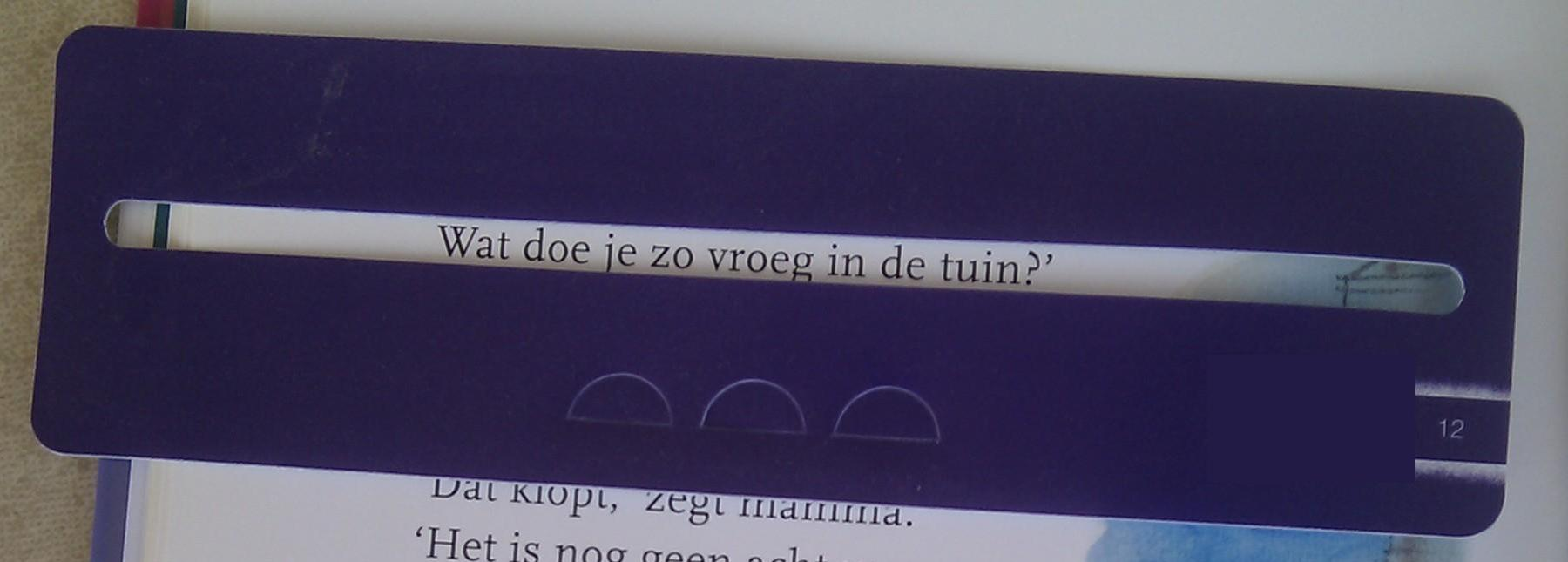
Een leesvenster in gebruik

Een leesvenster is een strook papier, plastic of karton waarin een opening is gemaakt die overeenkomt met de hoogte van een leesregel. Hierdoor is enkel de regel zichtbaar die wordt gelezen.
Een leesvenster wordt gebruikt als didactisch hulpmiddel bij het leren lezen, omdat het kind dan niet wordt afgeleid door de regels die nog komen of reeds zijn gelezen.
Een leesvenster kan zelf worden gemaakt, maar ze zijn ook verkrijgbaar in de gespecialiseerde vakhandel. Er zijn verschillende varianten: buigzame en harde varianten, doorzichtig of juist niet.